# Flacopimpla gerardoi
Flacopimpla gerardoi là một loài tò vò trong họ Ichneumonidae.